# Troupe de La Monnaie en 1776

## Composition de la troupe duThéâtre de la Monnaieen1776
L'année théâtrale commence le 8 avril 1776 et se termine le 15 février 1777.
| Acteurs et chanteurs     | Actrices et chanteuses     |
| ------------------------ | -------------------------- |
| Beauval                  | Calmont                    |
| Berger                   | de Clagny                  |
| Bultos                   | D'Humainbourg cadette (R.) |
| Canneel                  | Dufour                     |
| Chevalier                | Gontier                    |
| Dazincourt               | Heernaux                   |
| De Batty                 | Pezey de Fonrose           |
| Dubois                   | Poupeleur                  |
| Dupont                   | Rogier                     |
| Durand                   | Roussion                   |
| Florence                 | Saint-Quentin              |
| Gillis                   | Sainville                  |
| Grégoire                 | Sophie Lothaire            |
| Guitel                   | Vanhove                    |
| Jacobs                   | Vitzthumb aînée (A.M.)     |
| Keyser                   | Vitzthumb cadette (M.F.)   |
| Kneuppel                 |                            |
| Lambert                  |                            |
| Le Comte                 |                            |
| Mees                     |                            |
| Pin                      |                            |
| Saint-Preux              |                            |
| Vanhove                  |                            |
| Orchestre                |                            |
| de Burbure               | Teniers                    |
| Demarthe                 | Vandenbroeck               |
| Parent                   | Vandenhouten               |
| Purschka                 | Vanhamme                   |
| Autre personnel          |                            |
| D'Humainbourg, souffleur |                            |

### Source
- Bruxelles, Archives générales du Royaume, Conseil privé autrichien, dossier 1054.